# 鮑爾瑟姆鎮區 (明尼蘇達州艾塔斯卡縣)
鮑爾瑟姆鎮區（英語：Balsam Township）是位於美國明尼蘇達州艾塔斯卡縣的一個行政鎮區。

## 地方資料
鮑爾瑟姆鎮區的面積為215.87平方千米，當中陸地面積為187.75平方千米，而水域面積為28.12平方千米。根據2020年美國人口普查的數據，當地共有人口550人，而人口密度為每平方千米2.55人。